# パワーレンジャー・ワイルドフォース
『パワーレンジャー・ワイルドフォース』（Power Rangers Wild Force）は、アメリカ合衆国のテレビドラマ。日本の特撮テレビドラマシリーズ「スーパー戦隊シリーズ」の英語版ローカライズ作品「パワーレンジャーシリーズ」の第10シーズンであり、第8作目である。本作品は『百獣戦隊ガオレンジャー』がベースとなっている。2002年2月9日から同年8月10日までフォックス放送内のFox Kidsで第26話まで放送された後、第27話からはABC放送内のABC kidsにて、2002年9月14日から同年11月16日まで放送された。全40話。略称は「ワイルドフォース」「PRWF」。

## ストーリー
封印から目覚めたオルグ軍団に、パワーレンジャーとパワーアニマルが戦いを挑む。

## 概要
パワーレンジャー実質10年目となる作品。それを記念して、フォーエバー・レッドという一大イベントとなる回が制作され、日本では製作されなかった前作との共闘編が実現している。基本的な設定やストーリーは原作に忠実となっており、巨大ロボットや変身シーンのCG素材も日本から送られ、原作の映像を生かした番組作りが行われた。原作となる『ガオレンジャー』が変身後のシーンが多い作品であったことから、ドラマパートのみを差し替えたシリーズ初期に近い作りとなっている。
ウォルト・ディズニー・カンパニーによるシリーズ買収交渉が終わっていなかった影響でFoxとの契約が前半のみとなってしまい、それ以降の制作が未定のまま制作がスタートしたため、オリジナリティを出すことが難しいと判断され、原作にストーリーを近づけることで少ない話数で打ち切られても対処できるようにしたとされる。
正式にディズニーによる買収が決定したことで後半からディズニーの系列局に放送局が変更された。ディズニー製作によるシリーズ最初の作品であるが、制作体制はサバン・エンターテイメントのままとなっている。
本作品の原作である『ガオレンジャー』でも監督を務めた坂本太郎が監督として参加。第1話の6歳から11歳の男児視聴率が6.21パーセント、玩具の売り上げが前年比120パーセントという好調な出だしとなった。

## 登場人物

### パワーレンジャー・ワイルドフォース
コルは自然の中で育った野生児で、自分の両親を探して旅に出て仲間と出会い、マスターオルグとの因縁がストーリーの軸となっている。それを除けば、設定はほぼ原作と同じ。各自のカラーに応じたジャケット（袖のある原作版の衣装とは違いベスト型）を纏っている。変身する際の掛け声はワイルドアクセス。
コル・エヴァンス/レッドライオンレンジャー（ガオレッド）
リーダー。乳児のころに両親とはぐれてジャングルで暮らす部族に20年間育てられ、彼らに渡された1枚の家族写真を頼りに両親を探して手漕ぎボートで街にやって来た。野生動物と共に育ったため身体能力も高く、アニマルゾードを含めた動物の言葉が分かる。両親は後にビクター・アードラーによって既に殺害されていたことが判明し、会うことはかなわなかった（コルも世間から両親やビクターと共に謎の事故で死亡したものと思われており、両親と共に墓が作られていた）。トキシカらに捕まっていた野犬を助けたことからパワーレンジャーに選ばれる。戦いが終わった後、彼は両親とビクターを弔いつつ、動物たちを助けるために獣医になることを決心する。
テイラー・イアハート/イエローイーグルレンジャー（ガオイエロー）
サブリーダー。元は空軍の戦闘機パイロット。飛行訓練中に遭遇したイエローイーグルゾードに導かれる形でアニマリア（原作におけるガオズロック）に不時着し、最初にレンジャーとなった。なお、幼いころに飛行機の窓からアニマリアを目撃している。元々軍人だったということもあり、戦闘力は高く気も強く、自主的な鍛錬も欠かさない几帳面な性格。当初は堅物でやや融通のきかない面が目立ったが、コルが彼の両親が死亡した可能性を知り動揺していた際には叱咤激励するなど心根は優しいしっかり者である。戦いが終わった後、空軍に復帰し、戦闘機で空を飛ぶ彼女のヘルメットには「YELLOW EAGLE」の文字が描かれ、機体に寄り添うようにイエローイーグルゾードが舞っていた。
マックス・クーパー/ブルーシャークレンジャー（ガオブルー）
メンバー最年少で、プロボウラー志願の高校生。元はやや気弱な青年だったが、コルがチームに参加する半年前にタービンオルグに襲われる人々を救ったことがきっかけでチームに入った。ダニーとは親友。戦いが終わった後、ダニーと旅に出て旅先からアリサに写真つきの手紙を送ってきていた。
ダニー・デルガド/ブラックバイソンレンジャー（ガオブラック）
コルがチームに参加する2ヶ月前にチームに入った、元花屋の店員。力はレンジャーの中で一番だが、熊のぬいぐるみと一緒でなければ眠れず、それをジンドラックスに知られからかわれたことがある。マックスとは親友。花屋のケンダルという娘に恋している。戦いが終わった後はマックスと2人で世界中を旅する。
アリサ・エンリレ/ホワイトタイガーレンジャー（ガオホワイト）
テイラーの次にチームに入った。父が著名な武道家のため、空手の達人であり生身ではマックスやダニーより強い。アリサが自分と同じ武道家になるのを望んでいた父を説得して自分の夢を叶えるために大学に進学して環境学を専攻しており、戦いのない日は大学に通っている。大学のデータベースを使ってコルの両親探しを手伝ったり、仲間に馴染めないでいたメリックを気にかけたりする優しい女性。戦いが終わり、大学を卒業した後、彼女は幼稚園の保育士となり、園児たちにパワーレンジャーの活躍を聞かせていた。
メリック・バリトン/ルナウルフレンジャー（ガオシルバー）
3000年前に戦っていたワイルドフォース・エージェントの一人。アニマスメガゾードがマスター・オルグによって倒された後、ウルフマスクの力を使ってマスター・オルグを倒すが、マスクの魔力によってゼン・アクになってしまう。完全にオルグとなる前に仲間に頼んで封印された。3000年の後、ネイザーによって復活し、ゼン・アクとしてパワーレンジャーの脅威となるが、戦いの末に元に戻る。当初は他のレンジャーと打ち解けられなかったが、次第に馴染んでいく。
戦いが終わった後はいずこかへと旅に出る。

### 協力者
プリンセス・シャーラ
アニマリアの王女。3000年前にマスター・オルグが倒された後、眠りに就いていたが、オルグが復活したことにより目覚めた。戦いが終わった後はアニマリアとともに天空の彼方へと去り、再び眠りに就いた。
原典におけるテトムに該当するキャラクター。
カイト
謎の少年。その正体はアニマス・メガゾードの化身だった。
原典における風太郎に該当するキャラクター。
アルファ7
アストロメガシップMk-IIに搭乗しているアルファ5やアルファ6と同型のサポートロボット。アルファ5同様、「アイヤイヤイヤイ」が口癖。

### 歴代のパワーレンジャー
ウェスリー"ウェス"・コリンズ/タイムフォースレッド

ジェン/タイムフォースピンク

ルーカス・ケンダル/タイムフォースブルー

ケイティ・ウォーカー/タイムフォースイエロー

トリップ/タイムフォースグリーン

エリック・マイヤーズ/クォンタムレンジャー

ジェイソン・リー・スコット / MMPRレッドレンジャー（初代）

トーマス"トミー"オリバー/ジオレンジャー5・レッド

セオドア・ジェイ・ジャービス・ジョンソン/レッドターボレンジャー（2代目）

アンドロス/レッドスペースレンジャー

レオ・コービット/レッドギャラクシーレンジャー

カーター・グレイソン/LSRレッドレンジャー

レッドエイリアンレンジャー
変身後のみの出演。

### 一般人
ウィリー
ビリヤード店の店主。暴走族に店を襲われていたところをメリックに助けられ、彼を世話することになる。
リチャード・エヴァンス、エリザベス・エヴァンス
コルの両親で共に科学者でもあり、伝説上の存在として人々に語り継がれていたアニマリアが実在すると信じて研究を行ってきた。2人は交際を始める以前より、研究者仲間であったビクター・アードラーと長年共通の付き合いを続けていたが、逆恨みされていることには全く気づかず彼を良き友人と思っていた。リチャードはエリザベスと婚約した直後、研究で特に高い評価を得て著名な存在となっていた。20年前、乳児だったコルを連れてビクターと共に森の中へ調査に訪れたがビクターによって殺害される。その際コルだけが奇跡的に生き残り、森に住む部族に家族写真と共に拾われ育てられたがそのことは世間には知られず、公にはビクターとエヴァンス一家は全員謎の事故で死亡したものとして扱われていた。
バルク、スカル

### 敵
先代のマスター・オルグ
オルグ軍団の首領。容姿はビクター・アードラーと瓜二つ。3000年前に究極体（百鬼丸）に変身し、アニマスメガゾードを倒すが、ウルフ・マスクの力を使ったメリックに倒された。
マスター・オルグ / ビクター・アードラー
かつて友人であったエヴァンス夫妻と共にアニマリアの研究をしていた科学者だったが、好意を抱いていたエリザベスに告白する前に彼女がリチャードと婚約してしまい、さらにリチャードが自分より先に研究が高く評価されたことにより名声を得たため、彼らを逆恨みし復讐の機会を伺っていた。3人で調査に訪れたジャングルの中で偶然、先代のマスター・オルグの残した芽を発見し、それを食べることで封印されていたオルグの力を手に入れ、エヴァンス夫妻を殺害してマスター・オルグに成り済ました（表向きにはエヴァンス夫妻と一緒に死んだことになっている）。彼は魔力を持っていても姿は人間のままであり角も作り物である。過去に多少の未練はあったのか、人間だったころにエヴァンス一家と撮った写真をずっと持っており、捕われたシャーラに「ドクター・アードラー」と呼びかけられた際には激しく動揺していた。コルがエヴァンス夫妻の子であることを知り、彼にも憎しみを抱くようになった。中盤でコルとの戦闘で敗北した後、一旦は力を失い人間であることがばれたため部下からも見捨てられ、マンディロクによって谷底へ突き落とされ死亡したかに見えた。しかし体内のオルグの芽により角が生え本物のオルグとなって復活し、後にマンディロクを倒す。終盤でオルグの心臓を作ってオルグの心臓と融合する。パワーレンジャーによって倒された3人のオルグ・ジェネラルの力を吸収し究極体（センキ）となる。その後、パワーレンジャーの前に姿を現して彼らと戦い、一度はすべてのゾードを倒すが、復活したゾードと世界各地から集まったパワーアニマルの力により肉体を破壊され、残ったオルグの心臓もパワーレンジャーにより破壊された。
オルグ・ジェネラル（ハイネスデューク）
デューク・オルグたちの中でも特に能力の高い者たちの総称。ジェネラル・オルグとも呼ばれる。
レティナクス（シュテン）
マスター・オルグのボディーガードだったオルグ・ジェネラル。かつての戦いで主を守れなかったことを恥じ、身を隠していたが、トキシカとジンドラックスにマスター・オルグが復活したと聞かされて再び戦場に出る決意をする。パワーレンジャーと戦うが敗北したものの、命を取り留めた。しかし、マスター・オルグがかつての主とは別人であることに気がついたために殺された。終盤でマスター・オルグによって忠実な部下として復活する。
ネイザー（ウラ）
3000年前にウルフマスクを管理していたオルグ・ジェネラル。石像に封印されていたが、3000年の後、マスター・オルグの力で復活した。ゼン＝アクを復活させ、彼にレンジャーが持っているクリスタルを奪わせたが、ルナウルフレンジャーに倒された。その後、マスターオルグの力により強化し、スーパーネイザーとして復活。レンジャーを追い詰めるがアイシスメガゾードの前に倒れる。終盤でマスター・オルグによって復活する。
ネクロノミカ（オニヒメ）
ネイザーの力を手に入れたトキシカが一時的に変異した姿。
マンディロク（ラセツ）
トキシカとジンドラックスがビクター・アードラーを倒すために復活させたオルグ・ジェネラル。頭部と胸部にそれぞれ人格がある。ビクターを倒し、オルグの支配者となるが、後にオルグとして復活したビクターによって倒された後、マスター・オルグによって忠実な部下として復活する。
デューク・オルグ（デュークオルグ）
一本の角を持った幹部クラスのオルグ。功績次第ではジェネラルになることも可能。
ジンドラックス（ヤバイバ）
クラウンのデューク・オルグ。3000年前にマスター・オルグが倒されてから身を潜めていた。トキシカのパートナー。武器はナイフ。人間に化けることが出来、トキシカと共に野犬の捕獲員として働いていたが、オルグが復活したことを知り、行動を開始した。
トキシカ（ツエツエ）
3000年前にマスター・オルグが倒されてから身を潜めていた。ジンドラックスのパートナーで彼と共に一般オルグをスカウトし、暴れさせる。倒されたオルグをに新たな命を与え、巨大化させる力を持つ。ジンドラックス同様に人間に化けることが出来、彼と共に野犬の捕獲員として働いていたが、オルグが復活したことを知り、行動を開始した。マスター・オルグが人間であると知り、彼を倒すため、ジンドラックスと共にマンディロクを復活させるが、彼により盾にされて死亡。その後、ジンドラックスにより復活し、パワーレンジャーに協力、プリンセス・シャーラをジンドラックスと共に助け出した後、彼と共にどこかへ去っていった。
- 演じているのは現地の女優だが、映像の流用の都合により、一部のシーンでは日本のツエツエ（斉藤レイ）が登場しているシーンがある。

スーパージンドラックス&スーパートキシカ（装甲ヤバイバ&装甲ツエツエ）
マスター・オルグの正体を知ったジンドラックスとトキシカが洗脳された姿。後に戦いのショックで元の姿に戻る。
ゼン＝アク（狼鬼）
3000年前に封印されたデューク・オルグ。その正体はメリック・バリトンがウルフマスクの力により、オルグとなった姿である。彼は仲間の手により棺の中に封印されていたがネイザーの手により復活し、パワーレンジャーと戦うが、彼らの尽力によりオルグパワーから解放され、メリックに戻ったが、後にオルグパワーが形を持って復活。メリックを吸収し、完全に蘇ろうとしたが失敗し倒されたが、終盤で改心して生きていることが判明し、メリックと共にどこかへと旅立っていった。
ヘリコス（プロプラ）
マンティロクによって解放されたデューク・オルグでヘリコプターに似た姿をしている。最後は巨大化してアルティラと共に暴れるが、アイシスメガゾードに倒された。
アルティラ（キュララ）
マンティロクによって解放されたデューク・オルグで戦車に似た姿をしている。最後は巨大化してヘリコスと共に暴れるが、アイシスメガゾードに倒された。
ジャガロン（ジャグリングオルグ）
ジンドラックスの弟でジャグリングが得意。ジンドラックスと共にチームカーニバルなるチームを結成する。
オニカゲ（ドロドロ）
マンディロクを助けに現れた忍者に似たデューク・オルグで、相手のコピー体を生み出す。実はマスター・オルグのスパイであった。
一般オルグ （オルグ魔人）
オルグの魂が物に取り付いて誕生する複数の角を持ったオルグ。取り付いた物の形を模した姿をしており、元になった物が残る場合と誕生と共に消滅する場合がある。通常の場合は自然に生まれるが、マスター・オルグの力によって生み出される者もいる。上下関係は厳しく、一般オルグはデューク・オルグの命令には基本的に服従する。
ミュート・オルグ
ロファング
タカッチ
キレッド
31世紀からやって来たパワーレンジャー・タイムフォースに登場したミュータントの特性を持った3体のオルグ。石像に封印されていたが、逃亡中のランシックと出会い、彼に力を与えることと引き換えに彼のDNAを吸収し、現在の肉体を得た。その数年後、マスター・オルグを探して21世紀に飛ぶ。3体とも一般オルグなのだが、スカウトに来たジンドラックスとトキシカに襲い掛かるなど、非常に凶暴である。
ピュートリッド（オルゲット）
不完全な角を持った。最も身分の低いオルグ。トキシカの持つ液体から生み出される。
ジェネラル・ヴェンジックス
『パワーレンジャー・ジオ』に登場したマシン・エンパイアの残党。帝国を滅ぼされた復讐を果たすため、残党軍を率いてマイティ・モーフィン・パワーレンジャーに登場したセルペンテラを探していた。

## 装備
スーパーアニマルスーツ（ガオスーツ）
グラウルフォン（Gフォン）
初期メンバー5人が使用する携帯電話型の変身アイテム。変身コードは「ワイルドアクセス」。
クリスタルセイバー（獣皇剣）
初期メンバー以外の5人の標準装備である短剣。鍔にアニマルクリスタル（ガオの宝珠）をセットすることでワイルドゾード（パワーアニマル・ゴッドパワーアニマル）を召喚する。
レッドライオンファング（ライオンファング）
レッドレンジャー用の手甲。
ゴールデンイーグルソード（イーグルソード）
イエローレンジャー用の長剣。
ブルーシャークファイティングフィン（シャークカッター）
ブルーレンジャー用のナイフ。
ブラックバイソンアックス（バイソンアックス）
ブラックレンジャー用の斧。
ホワイトタイガーバトン（タイガーバトン）
ホワイトレンジャー用の棍棒。
ジャングルソード（破邪百獣剣）
上記の5つのパワーウェポンを組み合わせた巨大な剣。
ライオンブラスター（ガオメインバスター）
レッドライオンファングが変形した砲。
ファルコンサモナー（ファルコンサモナー）
レッドレンジャー専用の武器。通常は銃として使うが弓矢型のアローモードとしても使用可能。ファルコンゾードの召喚にも使用し、他にも4体のゾードを同時に召喚できる。
ルナコーラー（Gブレスフォン）
ルナウルフレンジャーが使用するブレス型の変身アイテム。変身コードは「ワイルドアクセス」。
ルナキュー（ガオハスラーロッド）
ルナウルフレンジャー専用の武器。剣または銃として使用する。アニマルクリスタルをビリヤードのように打ち込んでゾードを召喚する。
ファルコネイター
レッドレンジャー専用武器でファルコンゾードのクチバシを模したクロー。ジャングルブラスターのグリップ部分を構成。
アルマジロ・パック
イエローレンジャー専用武器でアルマジロゾードを模したボール。ジャングルブラスターの銃身下部のエネルギーパックを構成。
ソード・オブ・パラドリス
ブルーレンジャー専用武器でジュラフゾードを模した短剣。ジャングルブラスターのグリップ上部の前部を構成。
ライノ・シューター
ブラックレンジャー専用武器でライノゾードの頭部を模した大砲。ジャングルブラスターの銃身を構成。
ディア・クラッチャー
ホワイトレンジャー専用武器でディアーゾードの角を模した武器。ジャングルブラスターのグリップ上部の下部を構成。
ジャングルブラスター
上記の5つのパワーウェポンが合体したキャノン砲。
原典におけるガオイカロスを意識したオリジナル武器。
バトライザー・バックル
レッドレンジャーの強化バックル型の変身アイテム。
原典には登場しない変身アイテム。
アニマリウム・アーマー
レッドレンジャー用のアーマー。
サヴェージサイクル
パワーレンジャー用のバイク。それぞれのワイルドゾードの化身。
ワイルドライダー
レッドレンジャー専用のバイク。ファルコンゾードの化身であり、飛行形態にもなる。

## メカニック

### ワイルドゾード
レッドライオンゾード（ガオライオン）
イーグルゾード（ガオイーグル）
シャークゾード（ガオシャーク）
バイソンゾード（ガオバイソン）
タイガーゾード（ガオタイガー）
エレファントゾード（ガオエレファント）
DX版玩具は発売されなかった。
ゴリラゾード（ガオゴリラ）
ベアゾード（ガオベアー）
ポーラーベアゾード（ガオポーラー）
ウルフゾード（ガオウルフ）
ハンマーヘッドシャーク（ガオハンマーヘッド）
アリゲーターゾード（ガオリゲーター）
ファルコンゾード（ガオファルコン）
ディアーゾード（ガオディアス）
ジュラフゾード（ガオジュラフ）
ライノゾード（ガオライノス）
アルマジロゾード（ガオマジロ）
ブラックライオンゾード（ガオレオン）
ブルーファルコンゾード（ガオコンドル）
マローンシャークゾード（ガオソーシャーク）
ブラックバイソンゾード（ガオバッファロー）
イエローレパードゾード（ガオジャガー）
ラットゾード（ガオマウス）
スティングレイゾード（ガオスティング）
ゼラフゾード（ガオホース）
ピーコックゾード（ガオピーコック）

### メガゾード
ワイルドフォースメガゾード（ガオキング）
ワイルドフォースメガゾード・ソード&シールドモード（ガオキングソード&シールド）
ワイルドフォースメガゾード・スピアーモード（ガオキングスピアー）
ワイルドフォースメガゾード・ダブルナックル（ガオキングダブルナックル）
ワイルドフォースメガゾード・ストライカー（ガオキングストライカー）
ワイルドフォースメガゾード・プレデイターモード（ガオキングアナザーアーム）
ワイルドフォースメガゾード・プレデイター・スピア（ガオキングアナザーアーム・ウルフ&スピア）
ワイルドフォースメガゾード・クラッチャーモード（ガオキングクロスホーン）
ワイルドフォースメガゾード・スピアー&シールド（ガオキングスピアー&シールド）
ワイルドフォースメガゾード・スピアー&ナックル（ガオキングスピアー&ナックル）
コンガゾード（ガオマッスル）
玩具版では、下半身が歩行ギミック付き（非変形）のものになっている。
コンガゾード・ストライカー（ガオマッスルストライカー）
コンガゾード・ストライカー・クラッチャー（ガオマッスルストライカークロスホーン）
コンガゾード・ストライカー・スピアー（ガオマッスルストライカースピア）
プレダゾード（ガオハンター）
プレダゾード・スピアーモード（ガオハンタースピアー）
プレダゾード・ダブルナックル（ガオハンター・ダブルナックル）
プレダゾード・ブルー・ムーン（ガオハンターブルームーン）
アイシスメガゾード（ガオイカロス）
アイシスメガゾード・プレデイターモード（ガオイカロスアナザーフット&アーム）
ペガサスメガゾード（ガオケンタウロス）
巨大化したレッドライオンゾードを下半身にファルコンゾード、シャークゾード、タイガーゾード、エレファントゾードが合体したゾード。
アニマスメガゾード（ガオゴッド）
ウルティマスメガゾード（ガオナイト）
玩具のみで本編には登場せず。日本版とは構成が全く違い、コンガゾードの下半身（色違い）を持ち両腕にはシャークゾードとソウルバードが合体している。

### その他
アストロメガシップMk-II
アンドロスが使用する宇宙船。パワーレンジャー・イン・スペースに登場したアストロメガシップの同型艦。

## フォーエバー・レッド
シリーズ10年目を記念して製作された。1作目からの歴代レッドレンジャーが一堂に会し、マシン・エンパイアの残党と戦う特別編。登場するのはジェイソン、トミー、アウリコ（変身後のみ）、T.J.、アンドロス、レオ（俳優の都合で変身シーンは全て別撮り）、カーター、ウェス、エリック（彼もレッドとして扱われている）、コル。敵として、『ビートルボーグ』に登場したキャラクターのスーツを流用したキャラクターが登場し、第2シーズンに登場したセルペンテラが敵メカとして再登場している。バルクとスカルも再登場している。
坂本浩一による5人のメタリックウォーリアーが巨大なレーザー砲で地球を狙うというストーリーが考案された後、ジョナサン・ヅァクワーがレーザー砲で惑星を破壊して回るロボット軍団が次なる目標として地球を狙い、アルファ5が歴代レッドレンジャーを招集するというストーリーが考案された。しかし、敵キャラクターが歴代レッドレンジャーが集うほどの脅威に思えないなどの問題点からこのストーリーは破棄され、最初から練り直すことになる。。
アミット・バウミクが『パワーレンジャー・イン・スペース』に登場したダークスペクターを復活させることを企む崇拝者が登場するストーリーを考案し、ダークスペクターと崇拝者をセルペンテラとマシン帝国残党に置き換えることで完成したストーリーの形となった。敵キャラクター変更の理由についてはビートルボーグのスーツを流用する為とされる。
全員レッドに変身するという名目上、トミーやT.J.は本編で失われたはずのジオやターボに変身しているが、力が戻ったのか一時的なものかは不明。
マイティモーフィンパワーレンジャーの2期以降レッドを務めたロッキーは未登場となっている。ロッキー役のスティーブ・カーデナスによればスタッフから出演の意向を問う電話を貰ったが、それ以降の連絡は無かったとしている。これに関してカーデナスは同時期に引越しをしたために連絡がつかなくなったか、ジェイソン役のオースティン・セント・ジョンの出演が決定した為、自分は不要になったのではないかと推測している。

## キャスト

### レギュラー・準レギュラー
- コル・エヴァンス - リカルド・メディナJr
- テイラー・イアハート - アリソン・キペルマン
- マックス・クーパー - フィリップ・ジャンマリー
- ダニー・デルガド - ジャック・ガスマン
- アリサ・エンリレ - ジェシカ・レイ
- メリック・バリトン - フィリップ・アンドリュー
- プリンセス・シャーラ - アン・マリ・クロウチ
- アニマスメガゾードの声 - チャールズ・ギデオン・デイヴィス
- カイト / 少年（第23話） - ライアン・ゴールドスティン
- ウィリー - JD・ホール
- マスター・オルグ/ビクター・アードラー - イリア・ヴォロック
- ネイザーの声 - ケン・メルクス
- マンディロクの声 - バーバラ・グッドソン（女）、エズラ・ワイズ（男）
- ジンドラックスの声 - リチャード・カンシーノ（第1 - 4話）、ダニー・ウェイン（第5話 - ）
- トキシカ / ネクロノミカ - シン・ウォン
- ゼン＝アクの声 - ダン・ウォーレン（第10 - 12話）、レックス・ラング（第13話 - ）

### ゲスト出演者
- 部族の長(1) - ウェンデル・W・ライト
- 部族の少年(1) - ロベルト・グティエレス
- ジンドラックス人間体 - ダニー・ウェイン
- ナレーター(1) - マイケル・マコノヒー
- グレッグ(3) - デイブ・ルディー
- メアリー(3) - コートニー・コール
- 少年(3) - ポール・ブッチャー
- 母親(3) - リサ・ローデン
- ケンダル（3、20） - サンドラ・マッコイ
- 老人(4) - アキ・アレオン
- 教授(5) - グレゴリー・ガスト
- 次回予告ナレーション(6) - マイク・レイノルズ
- 子供の頃のテイラー(7) - ケルシー・ベイトラーン
- テイラーの母親(7) - アリソン・キッパーマン
- 双子1(7) - トレバー・グルーホット
- 双子2(7) - トラヴィス・グルーホット
- 軍人(7) - ジョン・ガンナン
- 警備員(7) - ブルーディ・スネデカー
- リチャード・エヴァンス（8、26） - ジャック・マクスウェル
- エリザベス・エヴァンス（8、26） - アナ・ビアンカ
- レティナクスの声（9、38） 、アルティラ（声）（24・25） - マイケル・ソリッチ
- ワイルドフォース・エージェント(14) - 小山田真
- ブレイド(17) - ポール・ヴィンソン
- ジョーカー(17) - クリストファー・コッポラ
- ブリック(17) - デニス・キーファー
- 暴走族(17) - ルーク・ラフォンテーヌ、テレンス・ロトロ
- ジョン・ジョンソン(18) - トム・ニッカボッカー
- ベティ・ジョンソン(18) - モイラ・プライス
- クレア・ジョンソン(18) - ニコル・ベッヒャー
- 司祭(18) - ショノン・ムーチョウ
- ドン(19) - エディー・メッカ
- センセイ（アリサの父）(21) - ジェラルド・オカムラ
- タサキ(21) - レイモンド・マー
- エンリレ(21) - ブランスコム・リッチモンド
- ウェス・コリンズ（24・25、34） - ジェイソン・ファウント
- ルーカス・ケンダル（24・25） - マイケル・コポン
- トリップ （24・25） - ケビン・クラインバーグ
- ケイティ・ウォーカー（24・25） - デボラ・エステル・フィリップス
- ジェン・スコッツ（24・25） - アイルランド・カーヒル
- エリック・マイヤーズ（24・25、34） - ダニエル・サウスワース
- ランシック（24・25） - ヴァーノン・ウェルズ
- ナディラ（24・25） - ケイト・シェルドン
- ヘリコスの声(28)[15] 、ナレーター（28、29、32、39） - デイヴ・マロウ
- ジャガロンの声(30) - パトリック・トーマス
- ニュースキャスターの声(32) - レベッカ・フォースダット
- ジェイソン・リー・スコット(34) - オースチン・セント・ジョン
- アウリコの声(34) - クリストファー・グレン
- トミー・オリバー(34) - ジェイソン・フランク
- セオドア・ジェイ・ジャービス・ジョンソン(34) - セルウィン･ウォード
- アンドロス(34) - クリストファー・カイマン・リー
- レオ・コービット(34) - ダニー・スラヴィン
- カーター・グレイソン(34) - ショーン・Cw・ジョンソン
- アルファ7の声(34) - リチャード・ホーヴィッツ
- バルク(34) - ポール・シュリアー
- スカル(34) - ジェイソン・ナーヴィー
- オニカゲの声（35、36） - ダン・ウォーレン
- マイク(37) - ボブ・パーペンブルック
- スコッティー(40) - ドミニク・スコット・ケイ
- スコッティーの母親(40) - パーマー・デイヴィス

### スーツアクター・スタント
- レッド・ライオン・レンジャー[16]、ルナウルフ・レンジャー[17]、タイムフォースレッドレンジャー（24話、25話、34話ファイトシーン）[18][19][20]、MMPRレッドレンジャー[21]  、ギャラクシーレッドレンジャー（ファイトシーン）[22] 、ゼン＝アク[23]、ジオレッドレンジャー（ファイトシーン）、スペースレッドレンジャー（ファイトシーン）- 前田浩
- レッド・ライオン・レンジャー（代役）[18][24] 、ブルーシャークレンジャー[25]、ルナウルフ・レンジャー[6] レッドターボレンジャー（ファイトシーン）[26] 、ライトスピードレッドレンジャー（ファイトシーン）[20]、ギャラクシーレッドレンジャー[27]、オニカゲ[28]- 本間崇寛
- レッド・ライオン・レンジャー[要出典] - デヴィッド・リー・ブラウン
- イエロー・イーグル・レンジャー[29]、ホワイト・タイガー・レンジャー[30] 、ルナウルフ・レンジャー、タイムフォースピンクレンジャー[18][19]、エイリアンレッドレンジャー[31]、ロファング[29]、ジェネラル・ヴェンジックス [32][21]（ファイトシーン）、オートマン（ファイトシーン）[33]、アンドロス（変身前スタント）[34] 、 スーパートキシカ[35]- 秋山智彦
- イエロー・イーグル・レンジャー[36][19]、ホワイト・タイガー・レンジャー[37]、テイラー・イアハート（変身前スタント）[38]、アリサ・エンリレ（変身前スタント）[38]、ジェン・スコッツ（変身前スタント）[39]、プリンセス・シャーラ（スタント）[39]、トキシカ（スタント）[38]、テズラ[39] - 梛野素子
- イエロー・イーグル・レンジャー、レッドターボレンジャー（全員集合時）[40] 、マンディロク[41]。コッグス[42]- 中村忠弘
- イエロー・イーグル・レンジャー[30]、ホワイト・タイガー・レンジャー [30]、スペースレッドレンジャー（全員集合時）[43]、タイムフォースグリーンレンジャー[18][19]、ピュートリッド[44] 、ジンドラックス - ダニー・ウェイン
- ブルー・シャーク・レンジャー[45] 、ホワイト・タイガー・レンジャー（バイクスタント）[46][47]、タイムフォースレッドレンジャー（フォーエバーレッド）、クォンタムレンジャー[36][19]、レティナクス[24]、ピュートリッド[44] - 南博男
- ブルー・シャーク・レンジャー 、ギャラクシーレッドレンジャー（全員集合時）、ピュートリッド[44] -川澄朋章
- ブルー・シャーク・レンジャー[48][19]、マックス・クーパー（変身前スタント）[48]、オートマン[49]、キレッド[48]、ピュートリッド[44]  - ロベルト・グティエレス
- ブルー・シャーク・レンジャー[50]、ジンドラックス[51] / スーパージンドラックス[51]、ジェネラル・ヴェンジックス[52]、 ピュートリッド[44]、コッグス[42] - T.J.ロトロ
- ブラック・バイソン・レンジャー[53][19]、ライトスピードレッドレンジャー（全員集合時）、マスターオルグ（スタント）[28]- 荒川真
- ブラック・バイソン・レンジャー、- クアンタムレンジャー（全員集合時）[40] - 小池達朗
- ホワイト・タイガー・レンジャー[6] [19]、マックス・クーパー（変身前スタント）、コッグス[42]- こしげなみへい
- ルナウルフ・レンジャー[19]、ジオレッドレンジャー（全員集合時）-横山誠
- タイムフォースブルーレンジャー[19]-デヴィッド・ウォルド
- ギラロック[49]、ピュートリッド[44] 、コッグス[42]- ルーク・ラフォンティーヌ
- スティーロン[54] - ルーベン・ラングダン

## スタッフ
- プロデューサー - ジョナサン・ヅァクワー
- 共同プロデューサー - 坂本浩一、スコット・ページ＝パグター、ポール・F・ローゼンタール
- ストーリーエディター - バーゲン・ウィリアムズ（第1話 - 23話）、アミット・バウミク（第5 - 40話）、スージー・シモヤマ（第24 - 40話）
- 撮影監督 - イアン・ローゼンバーグ、ショーン・マクリーン（第5 - 40話）
- 音楽 - リオ・ロズナー
- アクション・コレオグラファー/スタントコーディネーター - 坂本浩一、横山誠、野口彰宏（第1 - 16話）
- セカンドユニット撮影監督 - ショーン・マクリーン（第1 - 4話）
- 編集 - エリック・レイニー、リチャード・ブラッケン、ロナルド・ラビーン
- ADRディレクター - スコット・ページ＝パグター※ノンクレジット
- 助監督 - ラリー・リットン、スティーヴン・ハリソン、クリス・アウアー
- プロダクション・デザイナー - ジュリー・ボルダー
- キャスティング - アリス・ハンプトン
- テーマソング作曲 - リオ・ロズナー、ドルー・デアシェンティ、スポール・ゴードン
- 原作 - 八手三郎
- 制作 - ルネサンス・アトランティック・エンターテイメント、東映、MMPRプロダクションズ
- 製作著作 - ディズニー・エンタプライゼズ（第1 - 7話）、BVSエンターテイメント（第8 - 40話）、BVSインターナショナル（第7 - 40話）、Fox Kids

## 各話リスト
| 話数 | サブタイトル                           | 登場モンスター | 監督                   | 脚本                                      | 放送日        |
| ---- | -------------------------------------- | --- | ---------------------- | ----------------------------------------- | ------------- |
| 1    | Lionheart                              | タービンオルグ（タービンオルグ） （声 - スティーブ・クレイマー） プラグオルグ（プラズマオルグ） （声 - トム・ワイナー） | 坂本浩一               | ウィリアム・ウィンクラー                  | 2002年 2月9日 |
| 2    | Darkness Awakening                     | バーブド・ワイヤーオルグ（ハリガネオルグ） （声 - デイヴィッド・ロッジ） | 坂本浩一               | デレク・ライドール                        | 2002年 2月9日 |
| 3    | Click, Click, Zoom                     | カメラオルグ（カメラオルグ） （声 - マイケル・ソリッチ） | 坂本浩一               | ジル・ドネラン                            | 2月16日       |
| 4    | Never Give Up!                         | ベルオルグ（ツリガネオルグ） （声 - ボブ・パーペンブルック） | テリー・ウィスロー     | ケイティ・トーピー                        | 2月23日       |
| 5    | Ancient Awakening                      | タイヤオルグ（タイヤオルグ） （声 - デレク・スティーヴン・プリンス） | テリー・ウィスロー     | スージー・シモヤマ                        | 3月2日        |
| 6    | Wishes On The Water                    | シップオルグ（帆船オルグ） （声 -マイク・レイノルズ ） | 坂本浩一               | ウィリアム・ウィンクラー                  | 3月9日        |
| 7    | The Bear Necessities                   | セルフォンオルグ（携帯電話オルグ） （声 - ウィリアム・ホームズ） | 坂本浩一               | デレク・ライドール                        | 3月16日       |
| 8    | Soul Searching                         | ブルドーザーオルグ（ブルドーザーオルグ） （声 - ジェイソン・ファウント） | 坂本浩一               | ジル・ドネラン                            | 3月23日       |
| 9    | Soul Bird Salvation                    | フリーザーオルグ（フリーザーオルグ） （声 - ビリー・フォレスター） レティナクス | ワース・キーター       | スージー・シモヤマ                        | 3月30日       |
| 10   | Curse Of The Wolf                      | バキューム・クリーナーオルグ（掃除機オルグ） （声 - デイヴ・マロウ） | 坂本太郎               | ケイティ・トーピー                        | 4月6日        |
| 11   | Battle Of The Zords                    | ゼン＝アク | 坂本浩一               | デレク・ライドール                        | 4月13日       |
| 12   | Predazord, Awaken                      | バスオルグ（バスオルグ） （声 - デヴィッド・レジャー） | 坂本浩一               | バーゲン・ウィリアムズ                    | 4月20日       |
| 13   | Revenge Of Zen-Aku                     | モーターサイクルオルグ（バイクオルグ） （声 - カーク・ソーントン） | 坂本浩一               | ジル・ドネラン                            | 4月27日       |
| 14   | Identity Crisis                        | ローン・モウワーオルグ（芝刈機オルグ） （声 - キム・ストラウス） | 坂本太郎               | スージー・シモヤマ                        | 5月4日        |
| 15   | The Ancient Warrior                    | ゼン＝アク | 坂本太郎               | ケイティ・トーピー                        | 5月11日       |
| 16   | The Lone Wolf                          | クワドラオルグ（キマイラオルグ） （声 - フランク・タホ・アダリア） | 坂本太郎               | デレク・ライドール                        | 5月18日       |
| 17   | Power Play                             | カラオケオルグ（カラオケオルグ） （声 - モニカ・ルーレンス） ネクロノミカ | 坂本浩一               | ジル・ドネラン                            | 6月1日        |
| 18   | Secrets And Lies                       | シグナルオルグ （声 - トニー・オリバー） | 坂本浩一               | バーゲン・ウィリアムズ                    | 6月8日        |
| 19   | The Tornado Spin                       | ボーリングオルグ（ボーリングオルグ） （声 - リチャード・エプカー） タービンオルグ（回想） （声 - スティーブ・クレイマー） | ワース・キーター       | デレク・ライドール                        | 6月15日       |
| 20   | Three's A Crowd                        | ウエディングドレスオルグ（ウエディングドレスオルグ） （声 - ペギー・オニール） | 坂本太郎               | ケイティ・トーピー バーゲン・ウィリアムズ | 6月29日       |
| 21   | A Father's Footsteps                   | サムライオルグ（武者人形オルグ） （声 - トム・ワイナー） | 坂本浩一               | スージー・シモヤマ                        | 7月6日        |
| 22   | Sing Song                              | トゥームストーンオルグ（墓石オルグ） （声 - スティーヴ・アポストリナ） | 坂本太郎               | ジル・ドネラン                            | 7月13日       |
| 23   | The Wings Of Animaria                  | スーパーネイザー | ワース・キーター       | スージー・シモヤマ                        | 7月20日       |
| 24   | Reinforcements From the Future Part I  | ロファング（声 - キム・ストラウス） タカッチ（声 - デイヴィッド・ロッジ） キレッド（声 - デイヴィッド・ロッジ） | 坂本浩一               | アミット・バウミク                        | 7月27日       |
| 25   | Reinforcements From the Future Part II | ロファング（声 - キム・ストラウス） タカッチ（声 - デイヴィッド・ロッジ） キレッド（声 - デイヴィッド・ロッジ） | 坂本浩一               | アミット・バウミク                        | 8月3日        |
| 26   | The Master's Last Stand                | マスター・オルグ | 坂本浩一               | デレク・ライドール                        | 8月10日       |
| 27   | Unfinished Business                    | ゼン＝アク | 坂本太郎               | スージー・シモヤマ                        | 9月14日       |
| 28   | Homecoming                             | アルティラ ヘリコス | 坂本太郎               | ケイティ・トーピー                        | 9月14日       |
| 29   | The Flute                              | フルートオルグ（魔笛オルグ） （声 - モニカ・ルーレンス） | ワース・キーター       | ケイティ・トーピー                        | 9月21日       |
| 30   | Team Carnival                          | ジャガロン ジンドラックス | 坂本浩一               | ケイティ・トーピー                        | 9月21日       |
| 31   | Taming Of The Zords                    | ライオン・テーマーオルグ（猛獣使いオルグ） （声 - トム・ワイナー） | 坂本浩一               | ケイティ・トーピー                        | 9月28日       |
| 32   | Monitoring Earth                       | モニターオルグ（モニターオルグ） （声 - ケリガン・メイハン） | 坂本太郎               | ケイティ・トーピー                        | 9月28日       |
| 33   | The Soul Of Humanity                   | トイオルグ（ブリキオルグ） （声 - スティーヴ・マッゴワン） | 坂本太郎               | ケイティ・トーピー                        | 10月5日       |
| 34   | Forever Red                            | ジェネラル・ヴェンジックス（声 - アーチー・カオ） ギラロック（声 - ウォルター・ジョーンズ） テズラ（声 - キャサリン・サザーランド） スティーロン（声 - スコット・ページ＝パグター） オートマン（声 - デヴィッド・ウォルシュ） | 坂本浩一               | アミット・バウミク                        | 10月5日       |
| 35   | The Master's Herald, Part I            | オニカゲ 再生オルグ軍団 シャドウレンジャー（後編のみ） | 坂本浩一               | ジル・ドネラン                            | 10月19日      |
| 36   | The Master's Herald, Part II           | オニカゲ 再生オルグ軍団 シャドウレンジャー（後編のみ） | 坂本浩一               | ジル・ドネラン                            | 10月19日      |
| 37   | Fishing For a Friend                   | ロコモーティブオルグ（蒸気機関オルグ） （声 - マイケル・ソリッチ） | 坂本太郎               | スージー・シモヤマ                        | 11月2日       |
| 38   | Sealing The Nexus                      | レティナクス ネイザー マンディロク | 坂本太郎               | デレク・ライドール                        | 11月2日       |
| 39   | The End of the Power Rangers, Part I   | マスターオルグ | ジョナサン・ヅァクワー | ジル・ドネラン ケイティ・トーピー         | 11月16日      |
| 40   | The End of the Power Rangers Part II   | マスターオルグ | ジョナサン・ヅァクワー | デレク・ライドール スージー・シモヤマ     | 11月16日      |

## ゲーム
Power Rangers Wild Force
2002年8月19日にTHQから発売されたゲームボーイアドバンス用ソフト。開発はナツメ。

## 国際展開
イギリスではGMTVで放送。フランスではTF1で放送。ドイツではSuper RTLで放送。ポーランドではポリッシュ・チャンネルで放送。ポルトガルではポリッシュ・チャンネルで放送。ベルギーではClub RTLで放送。ギリシャではアンテナTVで放送。スペインではアンテナ3で放送。
ヨーロッパでは各国はFOXキッズチャンネルでも放送されており、同チャンネルはシリーズ10周年を記念した特別放送も行われた。